# Francisco Villarroel
Francisco Antonio Villarroel Rodríguez (Caracas, 5 maggio 1965) è un avvocato, scrittore e produttore cinematografico venezuelano.

## Biografia
Si è laureato come avvocato presso l'Universidad Santa Maria, con studi post laurea e master in Francia e Malta. È dottore e professore emerito presso l'Università Marittima dei Caraibi. Per più di trenta anni si è dedicato alla pratica del diritto e dell'istruzione universitaria pubblicando libri sul diritto marittimo e sul diritto internazionale. Dal 2007 al 2013 è stato presidente dell'Associazione venezuelana di diritto marittimo e si è distinto come membro a pieno del Comitato Marittimo Internazionale.
Nel 2007 ha pubblicato il suo primo romanzo Due autunni a Parigi, da cui è stato tratto un film nel 2019, seguito dal suo secondo romanzo Tango Bar, pubblicato nel 2018. Nel 2017 ha fondato MOB Producciones.
Nel 2020 ha diretto il suo primo film Webidemic, di cui ha anche scritto la sceneggiatura originale.
È direttore dell'Ibero-American Film Festival di Caracas.

## Filmografia

### Produttore cinematografico
- Dos otoños en París, regia di Gibelys Coronado (2020)
- Tango Bar, regia di Gibelys Coronado (2024)

### Sceneggiatore
- Webidemic, regia di Francisco Villarroel (2020)
- Due autunni a Parigi, regia di Gibelys Coronado (2021)

## Libri

### Romanzi
- 2007 - Dos otoños en París
- 2018 - Tango Bar
- 2019 - Viviana y sus tres amantes
- 2020 - Tengo que decir adiós

### Poesie
- 2000 - Noctámbulos

### Opere legali
- 1992 - Temas de Derecho Marítimo
- 1994 - Derecho Internacional del mar
- 1998 - Derecho Marítimo
- 2003 - Tratado General de Derecho Marítimo
- 2011 - Derecho Internacional Públic

## Premi
- 2020 : Accolade Global Film Competition, premio l'eccellenza del miglior attore non protagonista per Dos otoños en París.[9]
- 2020 : Los Angeles Motion Picture Film Festival, premio miglior scrittore del Gran Giurì per Dos otoños en París.[10]
- 2020 : American Golden Picture International Film Festival, premio miglior attore non protagonista per Dos otoños en París.[11]
- 2021 : The IndieFest Film Awards, premio al merito miglior attore per Webidemic.[12]
- 2021 : Best Shorts Competition premio al merito miglior attore per Webidemic.[13]